# Сплавщики
«Сплавщики» (чешск.: Plavecký mariáš) — чехословацкая комедия 1952 года режиссёра Вацлава Вассермана по одноимённому рассказу Яна Моравека.

## Сюжет
Трое старых сплавщиков, видя как бесхозяйственно валяются поваленные бурей деревья, решают организовать лесосплав в местный колхоз, где древесина очень нужна для строительства плотины. В то время как ответственные товарищи саботируют такой вид транспортировки леса, ссылаясь на необходимость передовой механизации, старички поднимают людей на работу, находя поддержку своей инициативы у секретаря обкома партии — бывшего сплавщика.
Натурные съёмки фильма велись в Прокопской долине и на реке Отава ещё до строительства водохранилища Орлик, все работы по сплаву проводились профессиональными сплавщиками леса местного лесозавода.

## В ролях
- Ярослав Марван — старый сплавщик Йожеф Ваня
- Иржи Плахый — глухой старый сплавщик Шинделар
- Эман Фиала — охотник на гадюк по прозвищу «Ловец змей»
- Квета Фиалова — Божка, внучка сплавщика Йожефа Вани
- Роберт Врхота — егень Вацлав Маршик
- Ладислав Струна — каменьщик Йожеф Ваня младший
- Мария Брожова — его жена
- Станислав Шашек — Пепик, его сын
- Ярослав Мареш — шофёр Франта Сырба
- Вилем Бессер — секретарь ЧСМ Ярда Трнка
- Станислава Сеймлова — Анка
- Густав Незвал — лесник Шебек
- Теодор Пиштек — председатель райкома партии Манчиньяк, бывший сплавщик
- Владимир Главаты — председатель колхоза Вопалка

## Награды
Художественная премия (1952) оператору фильма Фердинанду Печенке